# Jean-Louis Vincent
Le Baron Jean-Louis  Vincent, né le 20 mai 1949 à Schaerbeek, est professeur de soins intensifs à l'Université Libre de Bruxelles et intensiviste dans le service des soins intensifs de l'hôpital universitaire Érasme à Bruxelles.

## Biographie
Spécialiste en médecine interne, Jean-Louis Vincent a effectué deux années de formation en Critical Care Medicine à l'University of Southern California avec le professeur Max Harry Weil,. Il a obtenu sa thèse d’agrégation à l’enseignement supérieur à l’ULB en 1982.
Jean-Louis Vincent a signé plus de 1 300 articles originaux, près de 400 chapitres de livres et plus de 1 000 résumés de congrès. Il a édité 123 livres. Il est coéditeur du Textbook of Critical Care (Elsevier Saunders, 7e Édition) et de l’Encyclopedia of Intensive Care Medicine (Springer).
Il est éditeur en chef de Critical Care, de Current Opinion in Critical Care et de ICU Management & Practice.
Il est membre du comité de rédaction d’une trentaine de journaux dont Critical Care Medicine (Senior Editor), American Journal of Respiratory and Critical Care Medicine (AJRCCM), PLoS Medicine, Intensive Care Medicine, Shock, Journal of Critical Care, Annals of Intensive Care, Lancet Respiratory Medicine and The Lancet Regional Health-Europe.
Il a été président de la World Federation of Societies of Intensive and Critical Care Medicine (WFSICCM), de la European Society of Intensive Care Medicine (ESICM), de la European Shock Society (ESS), de l'International Sepsis Forum, (ISF) et de la Société Belge de Médecine Intensive (SIZ).
Il est membre de l’Académie Royale de Médecine de Belgique.
Il est depuis 1980 [Quand ?] l'organisateur de l'International Symposium on Intensive Care and Emergency Medicine (ISICEM) qui se tient au mois de mars de chaque année à Bruxelles.
Ses travaux ont été couronnés en Belgique par le Prix scientifique Joseph-Maisin, en Sciences Biomédicales Cliniques (Prix Scientifique Quinquennal du FRS-FNRS).
Au niveau international, il a reçu le Distinguished Investigator Award de la Society of Critical Care Medicine (États-Unis), le “College Medialist Award” de l'American College of Chest Physicians (États-Unis), la Society Medal (lifetime award) de l'European Society of Intensive Care Medicine et le ”Lifetime Achievement Award” de la Society of Critical Care Medicine (États-Unis). Il est le premier non-américain à recevoir cette distinction.
Son nom apparait plus de 1 300 fois dans Pubmed, et a été cité dans la littérature médicale plus de 230 000 fois, faisant un index H de 198.

## Publications

### Éditeur en Chef
- Current Opinion in Critical Care (Current Science Group, Philadelphia, États-Unis) (Éditeur J.L. Vincent, depuis 1996)
- Critical Care (BioMed, London,UK) (Éditeur J.L. Vincent, depuis 1997)
- ICU Management & Practice (Depuis 2000)

### En langue anglaise

#### Éditeur de livres
- Éditeur de la Série Update in Intensive Care and Emergency Medicine (Springer-Verlag) (1984-2007, 44 volumes)
- Éditeur de la série Yearbook of Intensive Care and Emergency Medicine (Springer-Verlag) (depuis 1992)
- Éditeur de la série “Annual Update in Intensive Care and Emergency Medicine” (Springer Verlag) (depuis 2011)
- Controversies in Acute Kidney Injury. Editeurs J. Kellum, C. Ronco & J.L. Vincent (series : Contributions to Nephrology, Vol 174, Ed. C. Ronco) (S Karger, Switzerland), 258 pages, 2011
- Textbook of Critical Care 7th Édition. Editeurs J.L. Vincent, E. Abraham, F.A. Moore, P.M. Kochanek & M.P. Fink, (Elsevier) 1697 pages, 2011
- Encyclopedia of Intensive Care Medicine, Editeurs J.L. Vincent & J.B. Hall (Springer) 2475 pages, 2012
- Terapia Intensiva (quita edizione), Editeurs M.P. Fink, E. Abraham, J.L. Vincent & P.M. Kochanek (Elsevier Masson Milan) 2299 pages, 2012

### En langue française
- Éditeur  de la série Le point sur... : Editeurs J.L. Vincent & C. Martin (depuis 2005)
- Insuffisance Circulatoire Aiguë. Editeurs C. Richard, J.L. Teboul & J.L. Vincent (Elsevier) 669 pages, 2009

#### Auteur de livres
- Le Manuel de Réanimation, Soins Intensifs et Médecine d’Urgence, J.L. Vincent (Springer)